# Rigodium brachypodium
Rigodium brachypodium là một loài rêu trong họ Rigodiaceae. Loài này được (Müll. Hal.) Paris mô tả khoa học đầu tiên năm 1898.